# Francisco Villa, Mineral de la Reforma
Francisco Villa är en ort i Mexiko.   Den ligger i kommunen Mineral de la Reforma och delstaten Hidalgo, i den sydöstra delen av landet, 80 km nordost om huvudstaden Mexico City. Francisco Villa ligger 2 371 meter över havet och antalet invånare är 103.
Terrängen runt Francisco Villa är platt åt sydväst, men åt nordost är den kuperad. Runt Francisco Villa är det ganska tätbefolkat, med 83 invånare per kvadratkilometer. Närmaste större samhälle är Pachuca de Soto, 9,0 km norr om Francisco Villa. Trakten runt Francisco Villa består till största delen av jordbruksmark.